# Grouper
Grouper — сольный слоукор/эмбиент-проект музыканта, художника и продюсера Лиз Харрис (родилась 15 июля 1980 года). Она выпускала материал на собственном лейбле и других независимых лейблах с 2005 года. Grouper выпустила получивший признание критиков альбом Dragging a Dead Deer Up a Hill в 2008 году, за которым последовали еще пять записей, включая альбом A I A, состоящий из двух частей, и Ruins с фортепианным звучанием. Её двенадцатый альбом Shade был выпущен в 2021 году.
Grouper сотрудничала с рядом других артистов, включая Xiu Xiu, Tiny Vipers (как дуэт Mirrorring), Роя Монтгомери, The Bug, Лоуренса Инглиша (как Slow Walkers), Джефре Канту-Ледесма (как Raum) и Пола Клипсона. Критик Бретт Абрахамсен назвал ее «гением современной музыки» в своей статье о Рое Монтгомери за 2022 год.

## Характеристики
Стиль
Творчество Grouper разнообразно и включает в себя разрозненную эмбиентную музыку, магнитофонные записи, полевые записи, акустическую гитару, фортепиано и вокальные лупы. Энди Даунинг, пишущий для Chicago Tribune, отметил примитивный и коллажный подход к тому, как Харрис конструирует звуковые ландшафты.
В детстве, будучи членом коммуны Четвертого пути, основные источники музыки Харрис были ограничены. Благодаря своим родителям она открыла для себя восточноевропейский фолк и американский авангардный поп. Благодаря своему отцу, который сам был композитором, она позже открыла для себя современную классическую и старинную музыку. В 2008 году, когда она выпустила Dragging a Dead Deer Up a Hill, Pitchfork сравнил его с классическими этериал-вейв-релизами британского лейбла 4AD, проведя параллели с Cocteau Twins и ранним His Name Is Alive. Издание Portland Mercury описало некоторые песни с альбома, такие как «Wind and Snow» и «Stuck», как напоминающие по звучанию творчество композиторов эпохи Возрождения Джезуальдо и Монтеверди.

## Дискография
Смотри статью «Дискография Grouper» в англ. разделе.
Студийные альбомы
- Grouper (2005)
- Way Their Crept (2005)
- Wide (2006)
- Cover the Windows and the Walls (2007)
- Dragging a Dead Deer Up a Hill (2008)
- A I A: Dream Loss (2011)
- A I A: Alien Observer (2011)
- The Man Who Died in His Boat (2013)
- Ruins (2014)
- Grid of Points (2018)
- After its own death / Walking in a spiral towards the house as "Nivhek" (2019)
- Shade (2021)